# Superman (jogo eletrônico)
Superman é um jogo eletrônico de ação-aventura projetado por John Dunn e publicado pela Atari, Inc. Lançado em 1979 para o Atari 2600, foi um dos primeiros jogos para um jogador e um dos primeiros títulos licenciados para o sistema, lançado para ser um tie-in do filme de 1978 com o mesmo nome. Superman foi desenvolvido usando o código do protótipo de Adventure de Warren Robinett, e acabou sendo publicado antes de Adventure ser terminado. A Retro Gamer o credita entre os primeiros jogos de ação-aventura "a utilizar várias telas como área jogável".

## Jogabilidade

Uma captura de tela de Superman, mostrando o protagonista voando sobre a cidade

O jogador assume o controle do personagem Superman, da DC Comics, que deve consertar a ponte destruída por Lex Luthor, capturar Luthor e seus subalternos criminosos, entrar em uma cabine telefônica para se transformar em Clark Kent e retornar ao Planeta Diário no menor tempo possível. Para retardar o progresso do Superman, a Kryptonita foi lançada por Luthor. Se atingido pela Kryptonita, Superman perde suas habilidades para capturar criminosos e voar. Para recuperá-los, ele deve encontrar e beijar Lois Lane. Três dos poderes do Superman são usados neste jogo: força, visão de calor e voo.
Superman pode ser jogado com dois jogadores. O jogador que usa o controle esquerdo tem prioridade sobre o movimento esquerdo e direito do Superman, enquanto o jogador que usa o controle direito possui prioridade sobre o movimento para cima e para baixo do personagem. Superman é um dos primeiros jogos de console com opção de pausa.

## Recepção
Superman foi revisado em abril de 1980 pela revista Video em sua coluna "Arcade Alley", onde foi altamente elogiado e descrito como uma "inauguração [de] uma nova era emocionante para os fliperamas domésticos". Os revisores sugeriram que "simplesmente, não há outro jogo remotamente semelhante a este", comparando os gráficos e a jogabilidade como "as simulações complexas que divertiram os loucos por computador na última década". O jogo foi previsto para ser um sucesso entre os "verdadeiros viciados em arcade" e que encontraria um lugar no "Video Arcade Hall of Fame".:18 Coberto novamente na coluna "Guide to Electronic Games" da Video de 1982, Superman foi elogiado por possuir "gráficos surpreendentemente bons".:52
Norman Howe, da revisa The Space Gamer, comentou que "este é o melhor jogo de Atari que eu já vi. É jogável, cativante e possui gráficos excelentes. Se você não quer comprar o jogo, pelo menos tente encontrar alguém que o deixe jogar. É muito bom."